# 19 до н. е.

## Події
- Консульство Гай Сенцій Сатурнін та Квінт Лукрецій Цінна Веспіллон. Консул-суффект Марк Вініцій (замість Сенція).
- Заворушення в Римі у зв'язку з намаганнями висунути консулом плебея Егнація Руфа
- Октавіан Август отримав від сенату довічний імперій.
- Будівництво Пон-дю-Гара в Німі (Галлія).
- Введено в дію Аква Вірго, шостий акведук Риму.

## Народилися
- Понтій Пілат — прокуратор Юдеї (гіпотетичний рік народження).
- Юлія Молодша — дочка Агріппи та Юлії Старшій.
- Домиция Лепіда Старша — тітка Мессаліни та Нерона.

## Померли
- 21 вересня — Вергілій, один з найвизначніших давньоримських поетів.
- Тібулл — давньоримський поет (за іншими даними — помер 18 р. до н. е.)